# Marville
Marville ist eine französische Gemeinde mit 514 Einwohnern (Stand 1. Januar 2022) im Département Meuse in der Region Grand Est (bis 2015 Lothringen). Sie gehört zum Arrondissement Verdun und zum Kommunalverband Pays de Montmédy.

## Geografie
Marville liegt auf 217 m Meereshöhe, etwa zehn Kilometer südöstlich der Kleinstadt Montmédy und etwa elf Kilometer westlich der Stadt Longuyon im Nordwesten Lothringens. Die Grenze zu Belgien befindet sich etwa fünf Kilometer nördlich von Marville.
Das 19,63 km² große Gemeindegebiet umfasst einen Abschnitt des Othaintales sowie des Plateaus zwischen Othain und Loison, das zum südöstlichen Vorland der Ardennen gezählt werden kann. Der Fluss Othain, der im Bereich Marville die Grenze zwischen den Départements Meuse und Meurthe-et-Moselle markiert, hat sich 20 bis 40 Meter in das Gelände eingeschnitten. Die Siedlung Marville wurde auf einem Geländesporn an der Mündung des Ruisseau du Crédon in den Othain errichtet, nach drei Seiten 20 bis 30 Meter steil abfallend.
An der nördlichen Gemeindegrenze zu Flavigny, die teilweise einer alten Römerstraße folgt, wird mit 313 m über dem Meer der höchste Punkt erreicht. Der Westen des Gemeindegebietes ist weniger gegliedert. Hier liegt der Flugplatz Montmédy-Marville (Base aérienne de Marville-Montmédy), der von 1953 bis 1967 von der Royal Canadian Air Force, bis 2002 teilweise von den Französischen Luftstreitkräften genutzt wurde.
Äcker und Grünland bestimmen weite Teile des Gemeindeareales. Die Steilhänge an den Flussufern sind überwiegend bewaldet. Ein größeres Waldgebiet findet sich im Süden (Bois de Marville).
Zu Marville gehören die Weiler und Höfe Maljouy, Choppey und Le Crédon.
Nachbargemeinden von Marville sind Flassigny im Norden, Villers-le-Rond im Nordosten, Saint-Jean-lès-Longuyon im Osten, Grand-Failly und Rupt-sur-Othain im Südosten, Delut im Südwesten, Remoiville im Westen sowie Iré-le-Sec im Nordwesten.

## Geschichte
Archäologische Funde im Gebiet um Marville zeugen von einer keltischen Kultur im 5. vorchristlichen Jahrhundert. Zu Beginn der Zeitrechnung gehörte die Umgebung Marville zum römischen Gallien zwischen den damaligen Städten Virodunum (Verdun) und Orolanum (Arlon) in Belgien.
Im späten 12. Jahrhundert errichtete der Graf von Bar Theobald I. in Marville eine Festung. Die um die Festung entstehende Stadt genoss Privilegien in den Bereichen Handel, Wirtschaft und Justiz.
Durch die Heirat von Graf Theobald mit Ermesinde II. von Luxemburg, der Tochter Heinrichs des Blinden, gelangte Marville 1197 auch in den Besitz der Grafschaft Luxemburg. Die Wirren der folgenden Jahrhunderte waren durch die Zugehörigkeit zu den Herrschaften Bar und Luxemburg und der daraus resultierenden Neutralität bei Konflikten nicht unvorteilhaft. Insbesondere nach dem Verkauf der Grafschaft Luxemburg an Philipp III. von Burgund 1441 blühte Marville auf, was sich an den heute noch erhaltenen Renaissancebauten aus dem 16. und frühen 17. Jahrhundert ablesen lässt. Durch die Bestimmungen im Friede von Vincennes kam die Propstei Marville 1661 zu Frankreich.
Der Ausbau der Festung im nahen und strategisch wichtigen Montmédy durch König Ludwig XIV. geschah auch auf Kosten der Festung Marville, die nun abgetragen wurde. Die Bedeutung Marvilles nahm nun allmählich ab.
Im Ersten Weltkrieg lag Marville nach einer ersten Frontstabilisierung einige Kilometer hinter den deutschen Linien, hatte aber auch unter Bombardements zu leiden.
Marville war nach dem Zweiten Weltkrieg bis zum Austritt Frankreichs aus der NATO einer der Canadian-Forces-Network-Standorte, dem Rundfunkdienst für in Europa stationierte kanadische Armeeangehörige.

### Bevölkerungsentwicklung
| Jahr      | 1962 | 1968 | 1975 | 1982 | 1990 | 1999 | 2006 | 2014 | 2021 |
| --------- | ---- | ---- | ---- | ---- | ---- | ---- | ---- | ---- | ---- |
| Einwohner | 549  | 550  | 494  | 551  | 518  | 552  | 597  | 510  | 518  |

Im Jahr 1856 wurde mit 1341 Bewohnern die bisher höchste Einwohnerzahl ermittelt. Die Zahlen basieren auf den Daten von cassini.ehess und INSEE.

## Sehenswürdigkeiten
Die kleine Gemeinde Marville hat 18 Objekte aufzuweisen, die als Monument historique klassifiziert oder in das Zusatzverzeichnis der Base Mérimée aufgenommen wurden. Dazu zählen unter anderem:
- das Ensemble der Oberstadt mit einigen Renaissance-Häusern
- die Kirche Saint-Nicolas[4] mit einer Orgel aus dem Jahr 2010
- die Kapelle Saint-Hilaire auf einem markanten Hügel nordwestlich des Ortskerns mit einem Beinhaus (Ossuaire Saint-Hilaire)

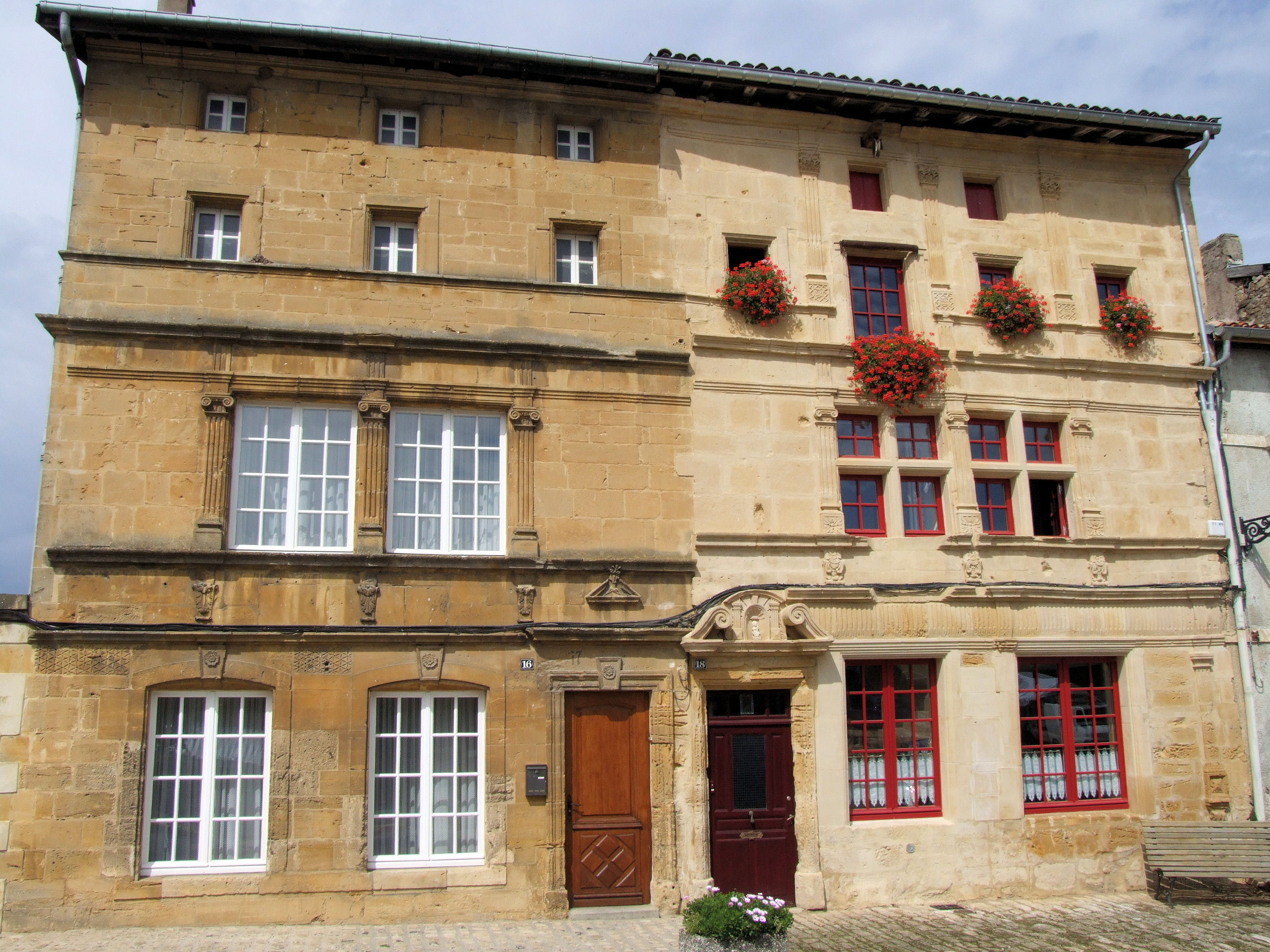
Häuser im Renaissance-Stil
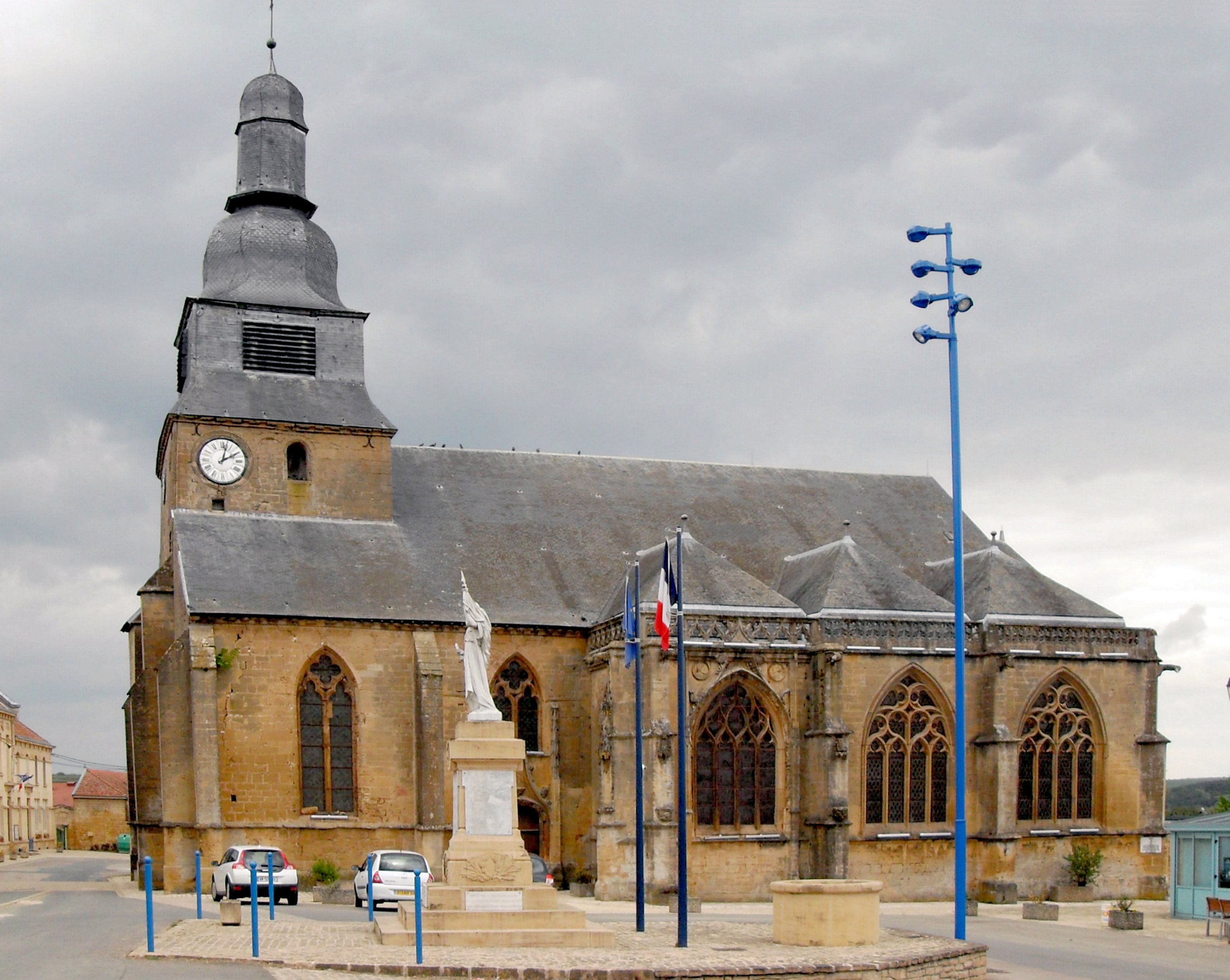
Kirche Saint-Nicolas
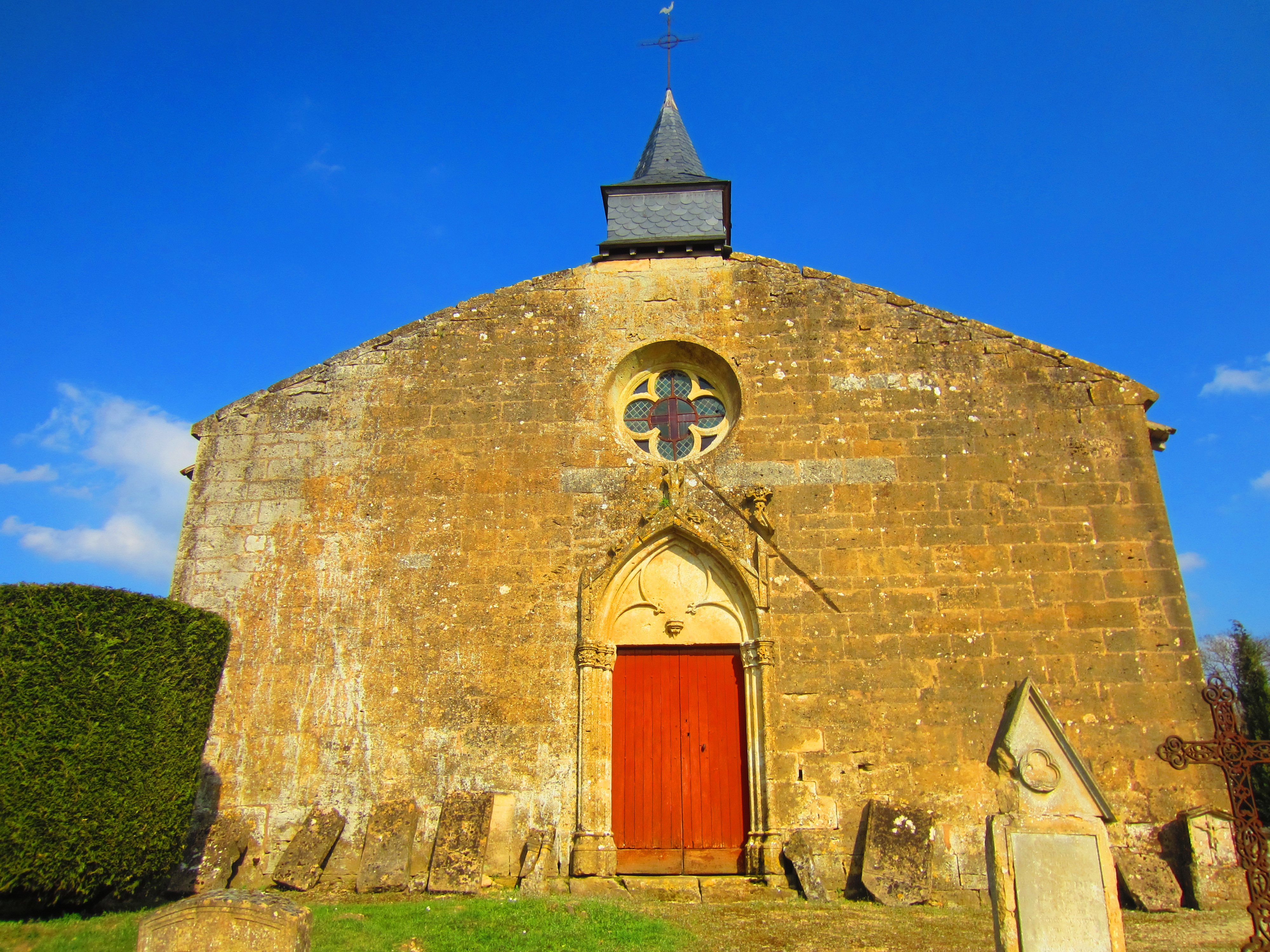
Kapelle Saint-Hilaire
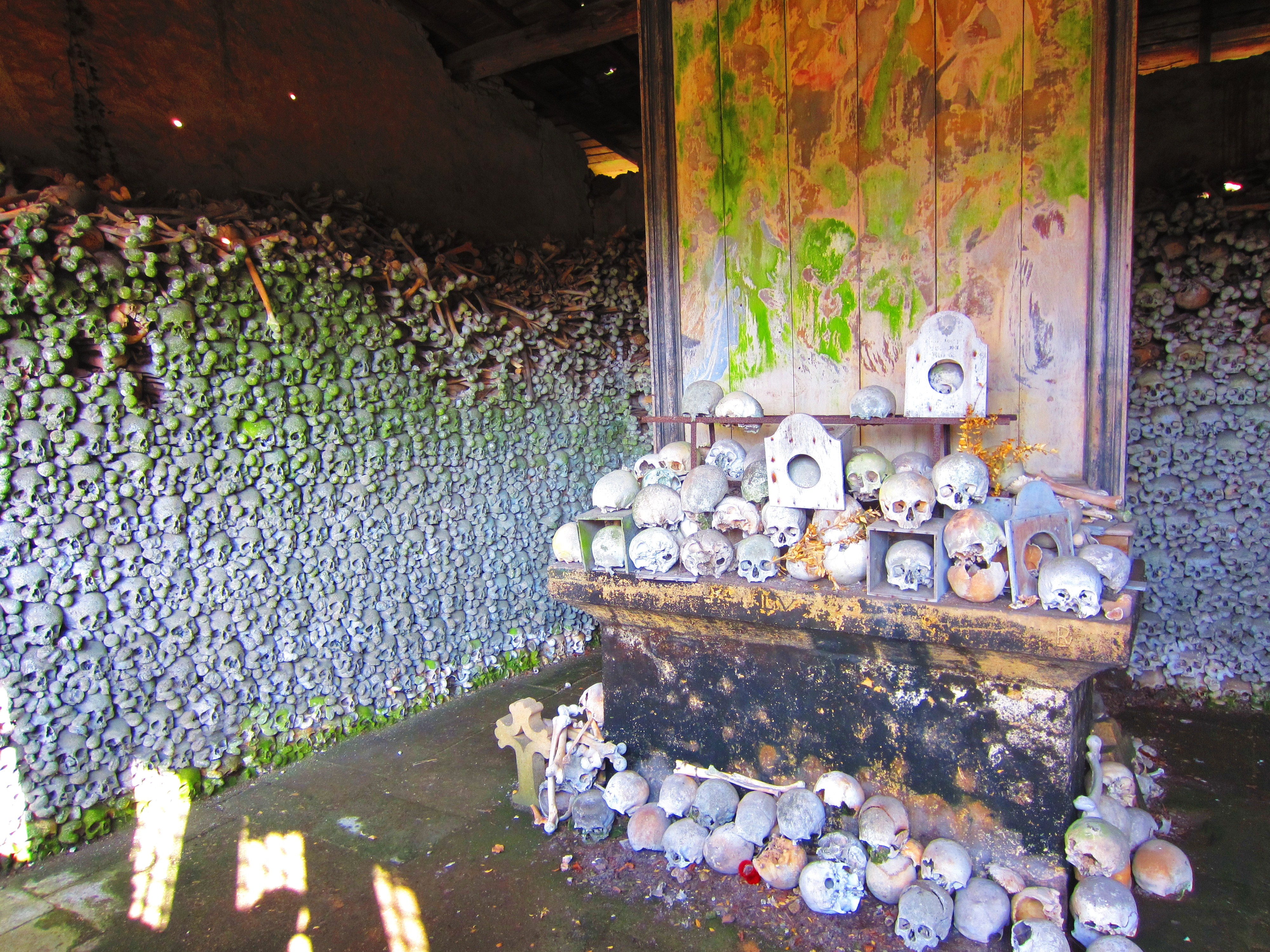
Beinhaus

## Wirtschaft und Infrastruktur
Haupterwerbszweig in Marville ist der Tourismus. Reisegruppen besichtigen vor allem die Altstadt und das Beinhaus an der Kapelle Saint-Hilaire. Einen neuen touristischen Schwerpunkt bildet der kleine Stausee am Othain (Plan d’eau de l’Othain), an dem sich ein Campingplatz mit angeschlossenem Reiterhof befindet und der zu einem Wassersportzentrum ausgebaut werden soll.
In der Gemeinde sind elf Landwirtschaftsbetriebe ansässig (Getreideanbau, Geflügelzucht).
Auf dem Gelände des ehemaligen NATO-Flugplatzes Marville-Montmédy (Base aérienne de Marville-Montmédy) wurde ein Gewerbegebiet (Zone industrielle de Marville) eingerichtet.
Durch Marville führt die Fernstraße von Longuyon über Montmédy nach Sedan als Teil der Europastraße 44 (Koblenz-Luxemburg-Le Havre). Weitere Straßen verbinden das Dorf mit Flassigny, Rupt-sur-Othain und Delut. Die nächstgelegenen Bahnhöfe befinden sich in Longuyon und Montmédy an der Bahnlinie Lille–Thionville.